# アオイトトンボ
アオイトトンボ（学名：Lestes sponsa (Hansemann, 1823)）は、アオイトトンボ科アオイトトンボ属に分類されるトンボの1種。

## 分布
ヨーロッパ、ロシア、中国、朝鮮半島、日本に分布する。
日本では、北海道、本州、四国、九州に広く分布する。小笠原諸島と南西諸島には分布しない。南九州では産地が限定され、鹿児島県では最近分布の確認が記録されていない。

## 形態
成虫は小型-中型で。日本では西日本の個体は他の地域の個体よりも大型で、黒化する傾向がある。複眼は小さく左右に離れて球形、腹部は細長くマッチ棒のような形状。エゾアオイトトンボと形態が酷似するが、翅の縁紋がエゾアオイトトンボより細長く、翅の縁紋の長さは幅の3倍程度。翅の付け根は括られたように細く、付け根部の横脈は2本、四角室はくさび形に先端が尖り、中に横脈はない。胸部側面斑紋の金緑色部は後方に延びて、第2側縫線に達しないことが多い。

### オスの成虫
全長34-48 mm、腹長25-37mm、後翅長18-25 mm。成熟すると複眼は青くなり、胸部と腹部に白粉を帯びる。未成熟の個体には白粉がない。腹部先端の下付属器は直線状であり、外側に反るオオアオイトトンボと識別することができる。

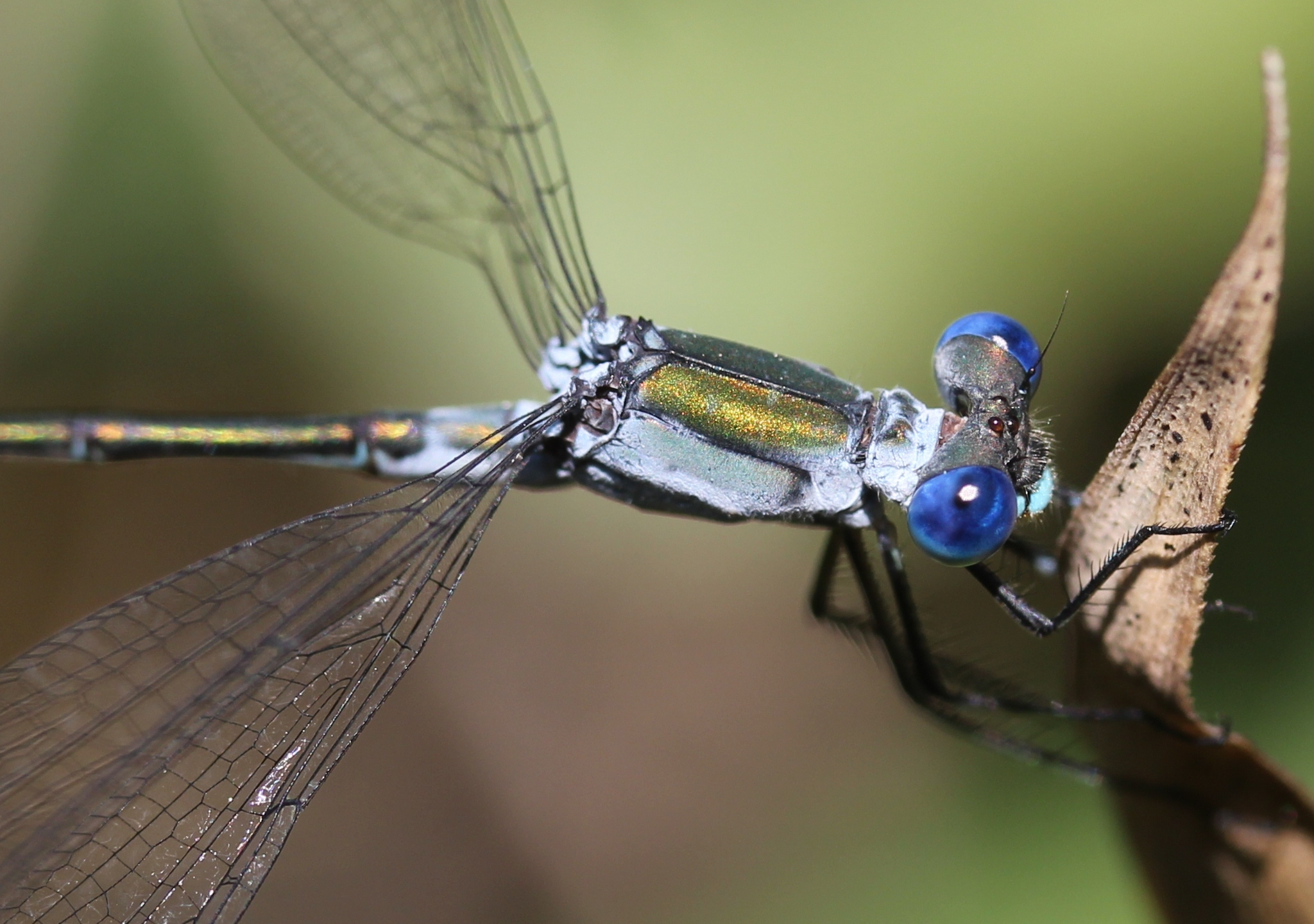
複眼が青くなり、胸部に白粉を帯びた成熟したオス
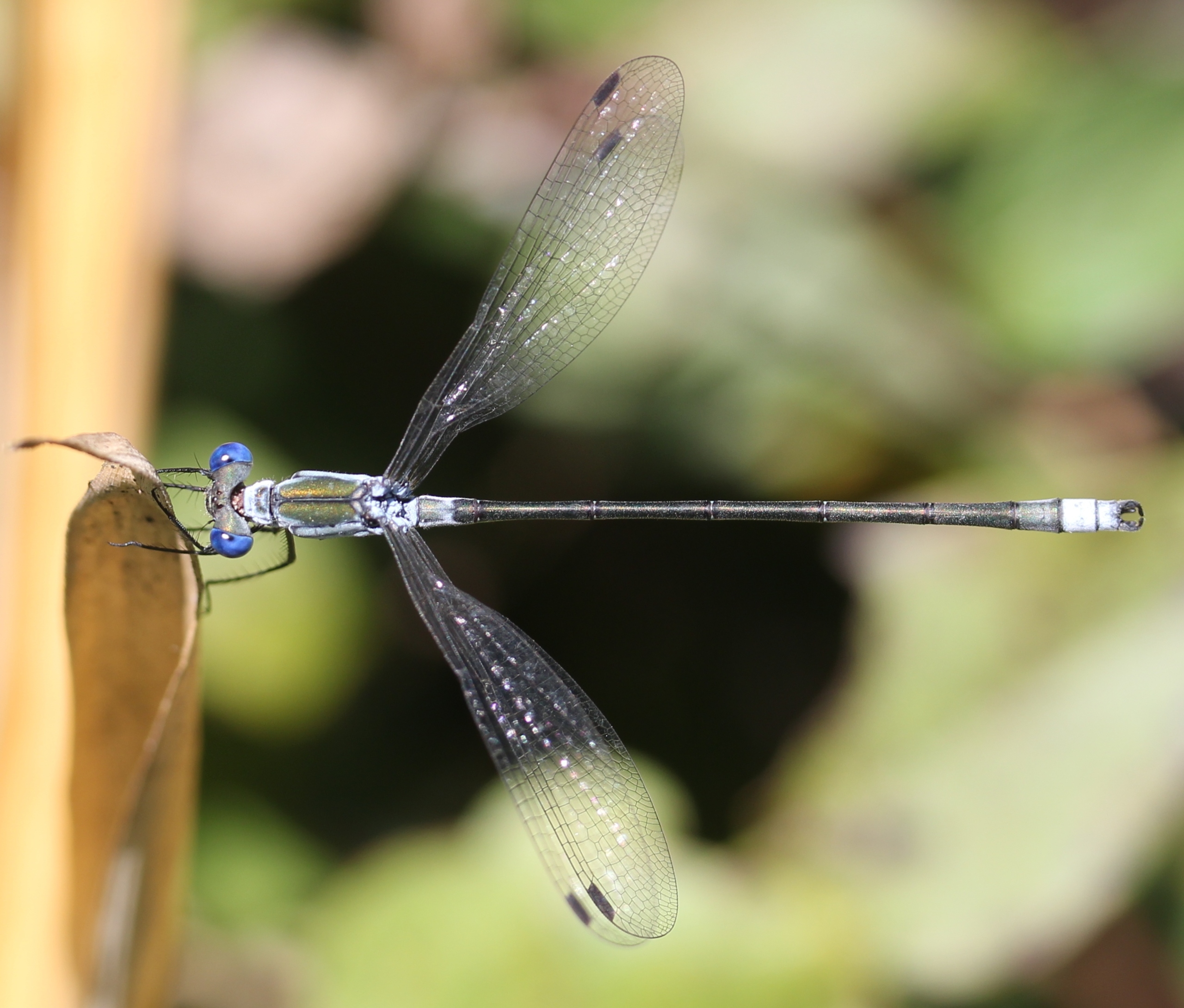
オスの上面、翅を半開きの状態で静止する

### メスの成虫
全長35-48 mm、腹長26-35mm、後翅長20-27 mm。オス型の個体は成熟すると複眼が青くなり、胸部に白粉を帯びる個体がある。腹部先端の産卵管側片は下側が黒く、産卵管先端は腹端を越えない。

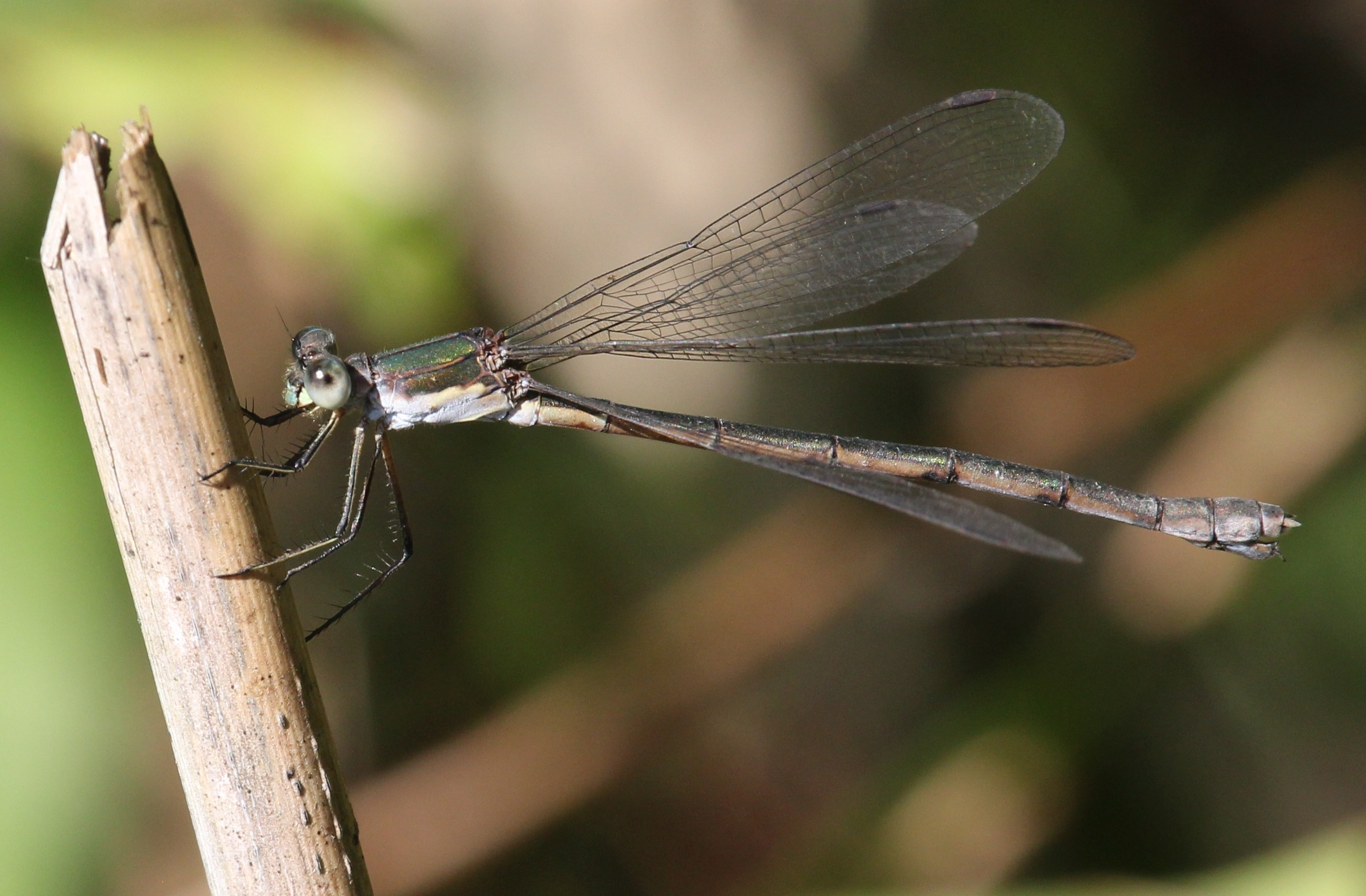
メスの側面、産卵管先端は腹端を越えない
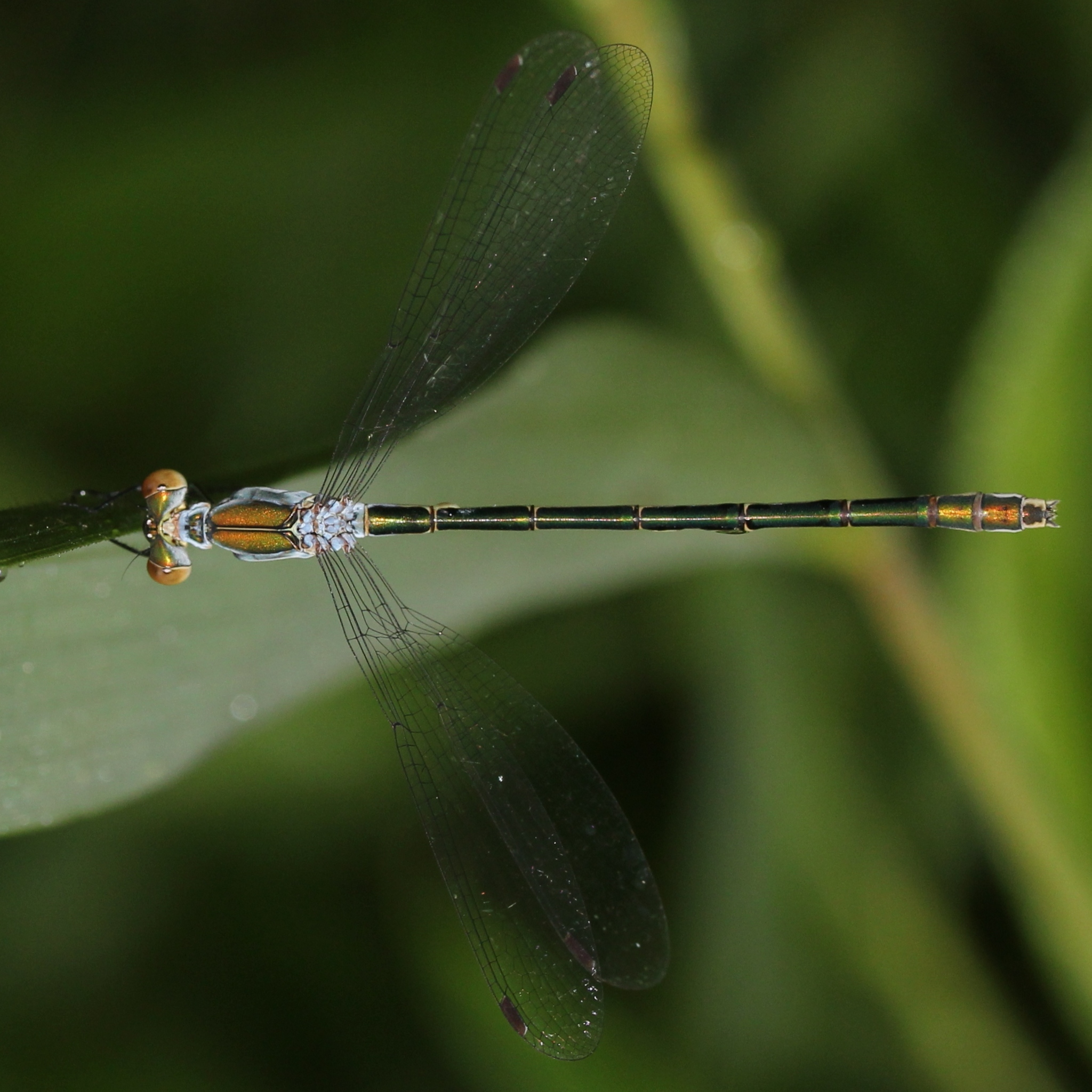
メスの上面

### ヤゴ
全長は約29 mmで細長い。3枚の尾鰓の先端に円みがある。オオアオイトトンボに似るが、下唇部がより細い。

## 生態
平地から山地の抽水植物が生育する明るい池沼、湿地や高山の池塘に生育する。生物化学的酸素要求量（BOD）が5-10 （mg/l）の少し汚れた止水の水質環境で生育する。未成熟の成虫はいったん水辺を離れ林縁で過ごす。オスは水辺の植物に止まり縄張りを持ち、同属の種と同様に翅を半開きの状態で静止する。交尾は水辺の植物に止まって行われ、朝から午後までの間に行われる。連結した状態で、水辺のガマやイグサなど植物に産卵が行われる。潜水産卵が行われることもある。越冬卵は-30 ℃の寒さに耐えられる。

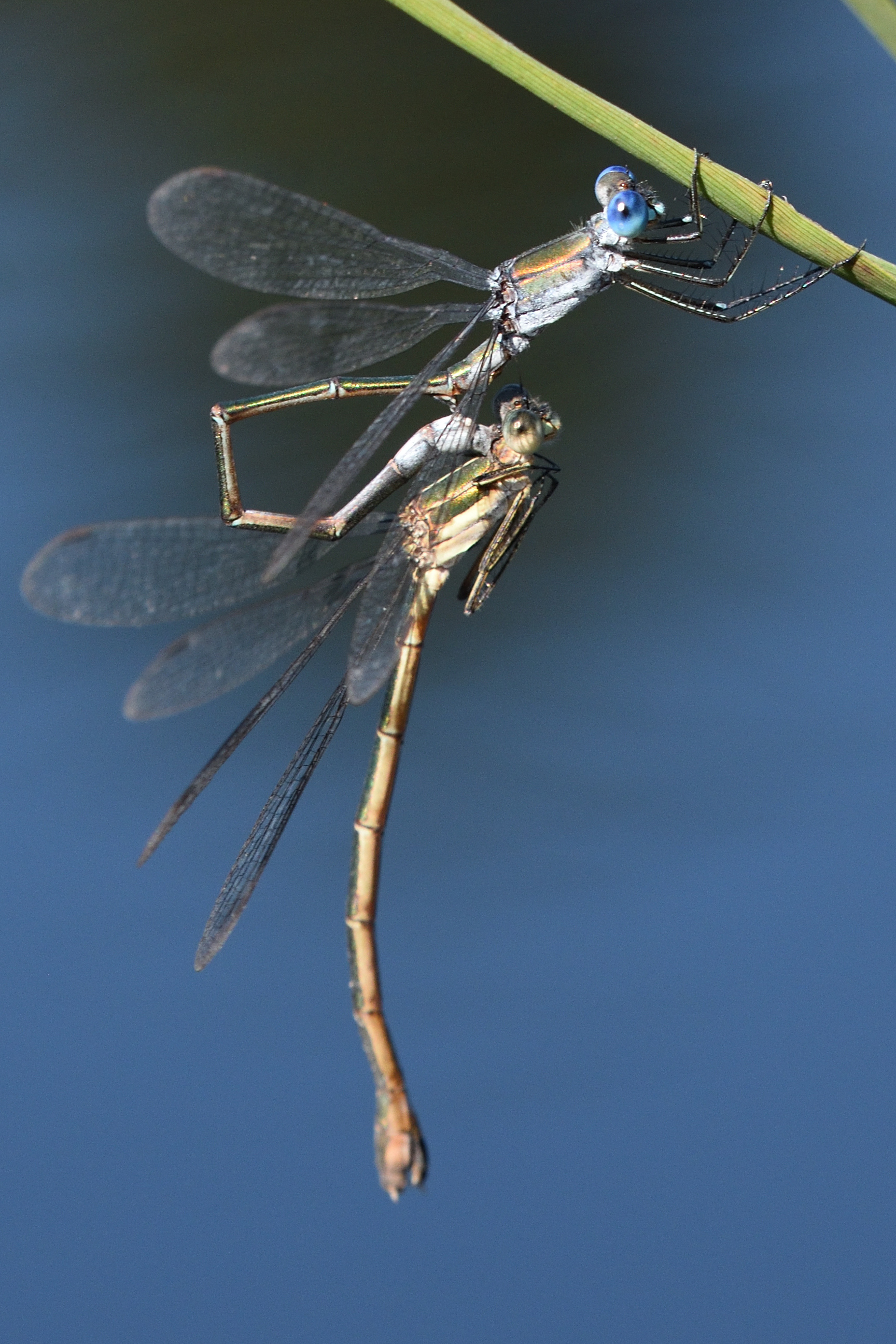
移精
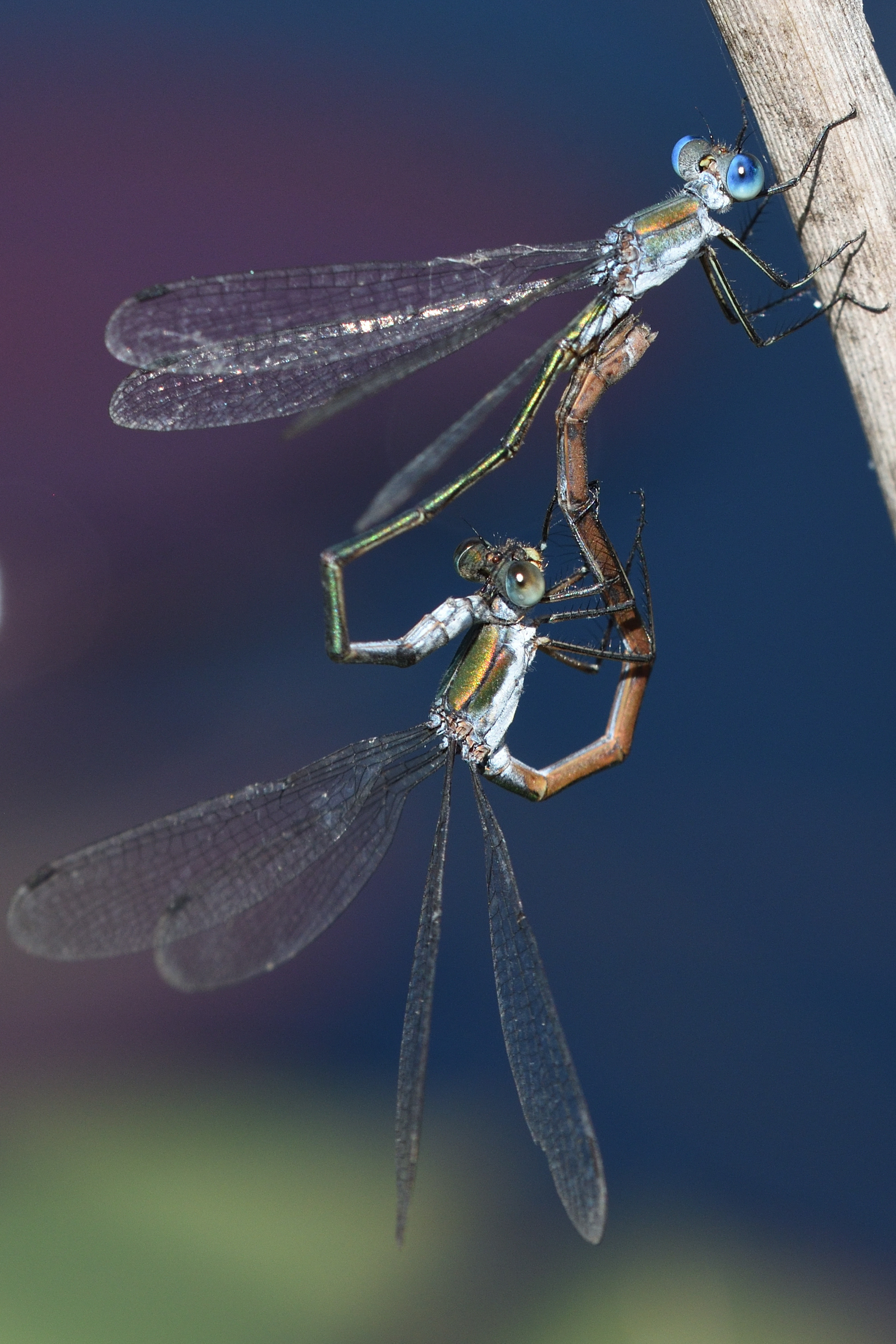
交尾
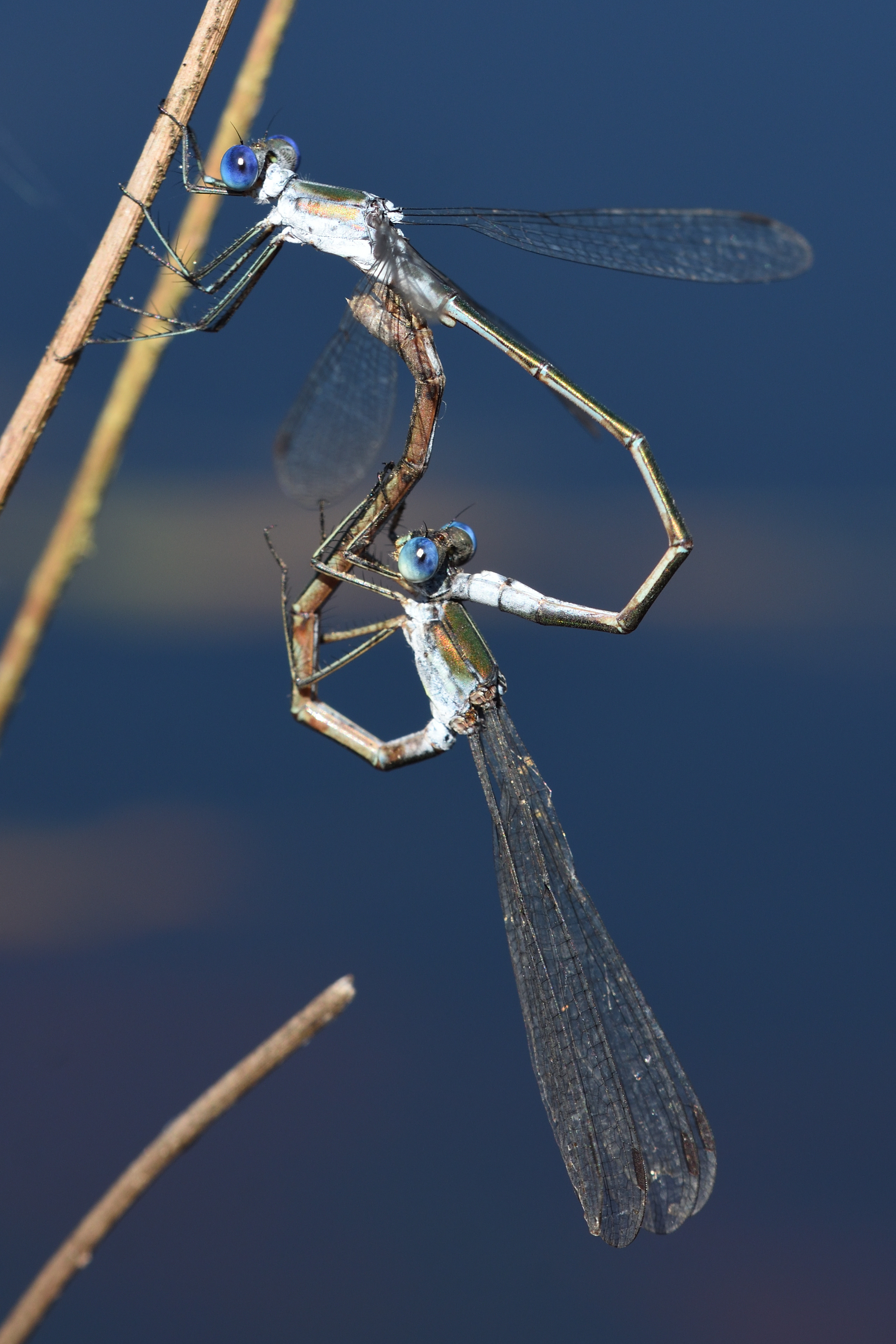
交尾
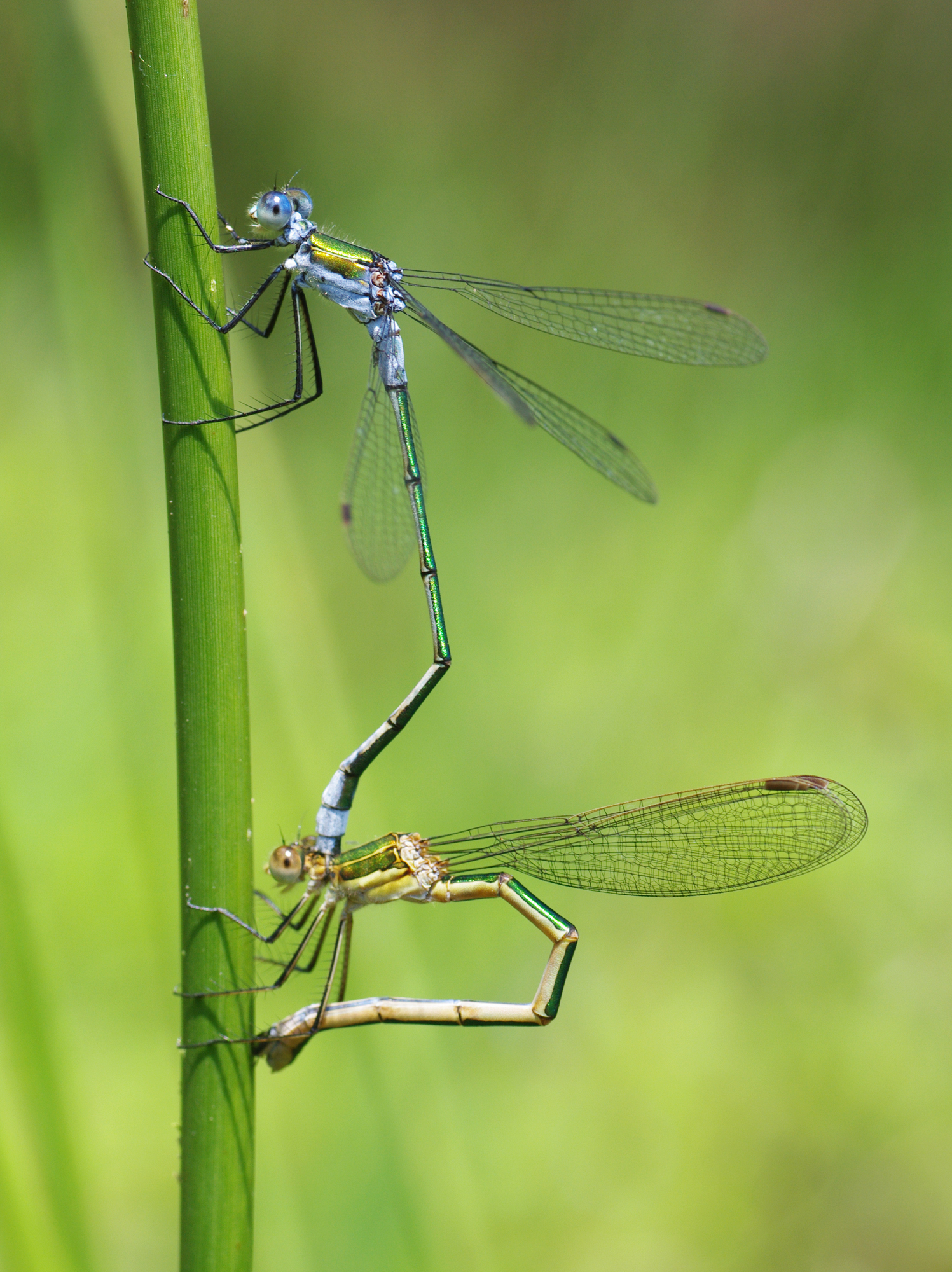
連結した状態（上がオス）で水辺の植物に産卵が行われる
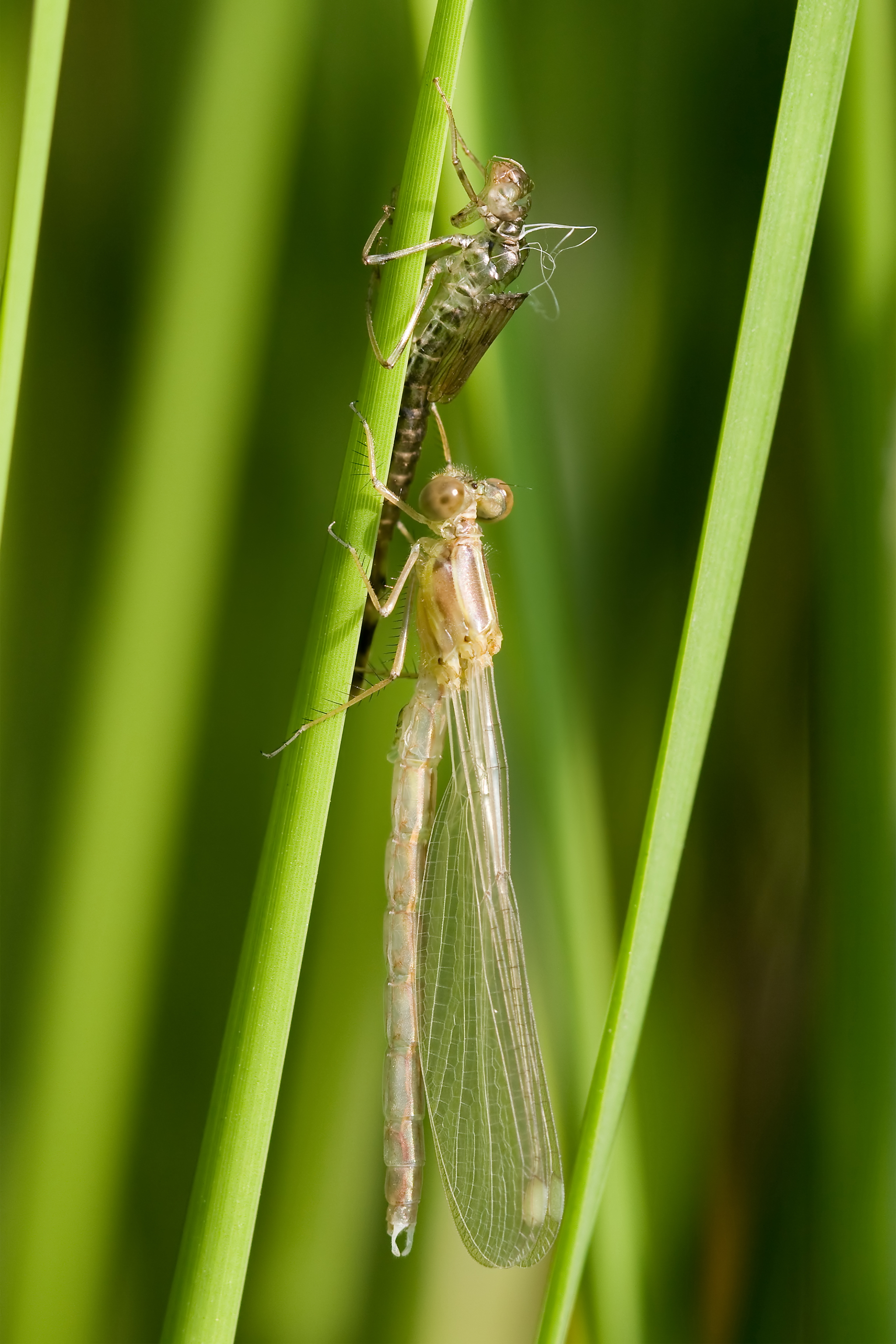
羽化直後のオス

## 生活史
卵期間は6-8か月程度で、卵で越冬するが、温度が高いと2週間程度で孵化することがある。幼虫（ヤゴ）期間は2-4か月程度（1年1世代）、幼虫の出現期間は3月から8月。成虫の主な出現期間は5月末-10月末、4月下旬から12月上旬に見られることもある。8月以降に産卵を行う。

## 分化系統
日本産のアオイトトンボ科の種のDNA解析による分化系統図を以下に示す。成熟したオスは胸部に白粉を帯びることから、オオアオイトトンボやコバネアオイトトンボと識別することができる。

| オツネントンボ属 Sympecma         | オツネントンボ Sympecma paedisca                                                                                              |
|                                   | オツネントンボ Sympecma paedisca                                                                                              |
| ホソミオツネントンボ属 Indolestes | \| \| ホソミオツネントンボ Indolestes peregrinus \| \| \| \| \| \| オガサワラアオイトトンボ Indolestes boninensis \| \| \| \| |
|                                   | \| \| ホソミオツネントンボ Indolestes peregrinus \| \| \| \| \| \| オガサワラアオイトトンボ Indolestes boninensis \| \| \| \| |
|                                   | ホソミオツネントンボ Indolestes peregrinus                                                                                    |
|                                   | |
|                                   | オガサワラアオイトトンボ Indolestes boninensis                                                                                |
|                                   | |

|  | ホソミオツネントンボ Indolestes peregrinus     |
|  |                                                |
|  | オガサワラアオイトトンボ Indolestes boninensis |
|  |                                                |

|  | アオイトンボ Lestes sponsa      |

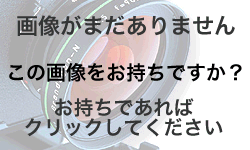
ヤゴ

|  |                                 |
|  | エゾアオイトトンボ Lestes dryas |
|  |                                 |

|  | オオアオイトトンボ Lestes temporalis  |
|  |                                       |
|  | コバネアオイトトンボ Lestes japonicus |
|  |                                       |

|  | アオイトンボ Lestes sponsa      |
|  |                                 |
|  | エゾアオイトトンボ Lestes dryas |
|  |                                 |

|  | オオアオイトトンボ Lestes temporalis  |
|  |                                       |
|  | コバネアオイトトンボ Lestes japonicus |
|  |                                       |

| オツネントンボ属 Sympecma         | オツネントンボ Sympecma paedisca                                                                                              |
|                                   | オツネントンボ Sympecma paedisca                                                                                              |
| ホソミオツネントンボ属 Indolestes | \| \| ホソミオツネントンボ Indolestes peregrinus \| \| \| \| \| \| オガサワラアオイトトンボ Indolestes boninensis \| \| \| \| |
|                                   | \| \| ホソミオツネントンボ Indolestes peregrinus \| \| \| \| \| \| オガサワラアオイトトンボ Indolestes boninensis \| \| \| \| |
|                                   | ホソミオツネントンボ Indolestes peregrinus                                                                                    |
|                                   | |
|                                   | オガサワラアオイトトンボ Indolestes boninensis                                                                                |
|                                   | |

|  | ホソミオツネントンボ Indolestes peregrinus     |
|  |                                                |
|  | オガサワラアオイトトンボ Indolestes boninensis |
|  |                                                |

|  | アオイトンボ Lestes sponsa      |
|  |                                 |
|  | エゾアオイトトンボ Lestes dryas |
|  |                                 |

|  | オオアオイトトンボ Lestes temporalis  |
|  |                                       |
|  | コバネアオイトトンボ Lestes japonicus |
|  |                                       |

|  | アオイトンボ Lestes sponsa      |
|  |                                 |
|  | エゾアオイトトンボ Lestes dryas |
|  |                                 |

|  | オオアオイトトンボ Lestes temporalis  |
|  |                                       |
|  | コバネアオイトトンボ Lestes japonicus |
|  |                                       |

## 種の保全状況評価
国際自然保護連合（IUCN）により、軽度懸念（LC）の指定を受けている。個体数は安定傾向にある。

## 近縁種
- Southern Emerald Damselfly (Lestes barbarus)